# حكومة سلطنة عمان

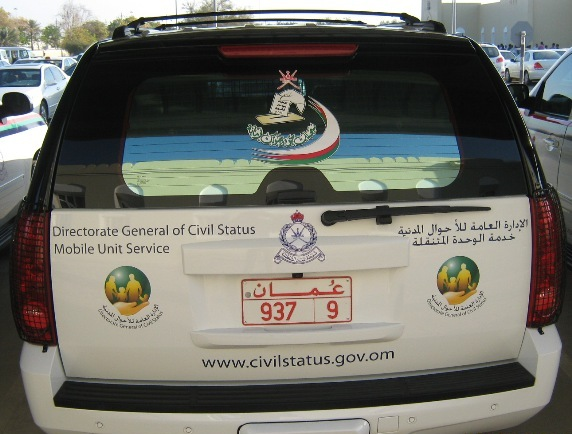
شرطة عمان

أصدر سلطان عمان هيثم بن طارق بتاريخ 18 أغسطس 2020، 28 مرسوما سلطانيا، تتضمن تشكيل مجلس الوزراء وإلغاء قوانين ودمج بعض الوزارات وإنشاء وزارات أخرى جديدة.
أيضا يمكن
وتضمنت المراسيم إعادة تشكيل مجلس الوزراء برئاسة السلطان، وتعيين كل من: ثم الأمر السلطاني المرقم 34/2022 بتاريخ 16 حزيران/يونيو 2022 بخصوص تشكيل مجلس والزراء:
| الصورة | صاحب المنصب                               | المنصب                                                                               | الموقع             | تاريخ شغل المنصب |
| ------ | ----------------------------------------- | ------------------------------------------------------------------------------------ | ------------------ | ---------------- |
|        | فهد بن محمود آل سعيد                      | نائب لرئيس مجلس الوزراء لشؤون مجلس الوزراء                                           |                    | 1997             |
|        | أسعد بن طارق آل سعيد                      | نائب لرئيس مجلس الوزراء لشؤون العلاقات والتعاون الدولي، والممثل الخاص لجلالة السلطان |                    | 2017             |
|        | شهاب بن طارق آل سعيد                      | نائب لرئيس مجلس الوزراء لشؤون الدفاع                                                 | www.mod.gov.om     | 2020             |
|        | ذي يزن بن هيثم آل سعيد                    | وزير الثقافة والرياضة والشباب                                                        | www.mcsy.om        | 2020             |
|        | خالد بن هلال بن سعود البوسعيدي            | وزير ديوان البلاط السلطاني                                                           | www.rca.gov.om     | 2011             |
|        | الفريق سلطان بن محمد النعماني             | وزير المكتب السلطاني                                                                 |                    | 2011             |
|        | حمود بن فيصل بن سعيد البوسعيدي            | وزير الداخلية                                                                        | www.moi.gov.om     | 2011             |
|        | بدر بن حمد بن حمود البوسعيدي              | وزير الخارجية                                                                        | www.fm.gov.om      | 2020             |
|        | سلطان بن سالم بن سعيد الحبسي              | وزير المالية                                                                         | www.mof.gov.om     | 2020             |
|        | الدكتورة مديحة بنت أحمد بن ناصر الشيبانية | وزيرة التربية والتعليم                                                               | home.moe.gov.om    | 2011             |
|        | الدكتور عبد الله بن محمد بن سعيد السعيدي  | وزير العدل والشؤون القانونية                                                         | www.mjla.gov.om//  | 2011             |
|        | الدكتور عبد الله بن ناصر بن خليفة الحراصي | وزير الأعلام                                                                         | omaninfo.om//      | 2020             |
|        | سالم بن محمد بن سعيد المحروقي             | وزير التراث والسياحة                                                                 | mht.gov.om//       | 2020             |
|        | الدكتور سعود بن حمود بن أحمد الحبسي       | وزير الزراعة والثروة السمكية وموارد المياه                                           | www.maf.gov.om     | 2020             |
|        | الدكتور خلفان بن سعيد بن مبارك الشعيلي    | وزير الإسكان والتخطيط العمراني                                                       | www.housing.gov.om | 2020             |
|        | الدكتورة رحمة إبراهيم المحروقية           | وزيرة التعليم العالي والبحث العلمي والابتكار                                         | www.moheri.gov.om  | 2020             |
|        | المهندس سعيد بن بن حمود بن سعيد المعولي   | وزير النقل والاتصالات وتقنية المعلومات                                               | mtcit.gov.om       | 2020             |
|        | الدكتور سعيد بن محمد بن أحمد الصقري       | وزير الاقتصاد                                                                        | economy.gov.om//   | 2020             |
|        | قيس محمد اليوسف                           | وزير التجارة والصناعة وترويج الاستثمار                                               | www.tejarah.gov.om | 2020             |
|        | ليلى بنت أحمد بن عوض النجار               | وزيرة التنمية الاجتماعية                                                             | www.mosd.gov.om    | 2020             |
|        | الأستاذ محاد بن سعيد بن علي باعوين        | وزير العمل                                                                           | www.mol.gov.om     | 2020             |
|        | المهندس سالم بن ناصر العوفي               | وزير الطاقة والمعادن                                                                 | mem.gov.om/en-us/  | 2022             |
|        | الدكتور هلال بن علي السبتي                | وزير الصحة                                                                           | www.moh.gov.om     | 2022             |
|        | الدكتور محمد بن سعيد المعمري              | وزير الأوقاف والشؤون الدينية                                                         | www.mara.gov.om    | 2022             |

بالإضافة إلى 3 وزراء دولة ومحافظين، هم:
- سعود بن هلال بن حمد البوسعيدي، وزير الدولة ومحافظ مسقط.
- السيد مروان بن تركي آل سعيد، وزير الدولة ومحافظ ظفار، (خلفا لمحمد بن سلطان بن حمود البوسعيدي).
- إبراهيم بن سعيد بن إبراهيم البوسعيدي، وزير الدولة ومحافظ مسندم.